# Nous les robots
Nous les robots (titre original : The Complete Robot) est un recueil de trente-trois nouvelles de science-fiction d'Isaac Asimov, publié pour la première fois en 1982 aux États-Unis. La version française comprend deux nouvelles supplémentaires, qui n'avaient pas été écrites par Isaac Asimov au moment de la parution aux États-Unis (1982). On retrouve ce recueil dans son intégralité dans Le Grand Livre des robots, publié en 1990.

## Sommaire du recueil
Celui-ci est divisé en sept parties, chacune traitant d'un genre spécifique de robots.

### Robots non humains
- Le Meilleur Ami du petit d'homme ((en) A Boy's Best Friend, 1975), publié en mars 1975 dans Boys' Life Magazine
- Sally ((en) Sally, 1953), publié en mai 1953 dans Fantastic
- Un jour... ((en) Someday, 1956), publié en août 1956 dans Infinity Science Fiction

### Robots immobiles
- Point de vue ((en) Point of View, 1975), publié en juillet 1975 dans Boys' Life Magazine
- Pensez donc ! ((en) Think!, 1977), publié en janvier 1977 dans Isaac Asimov's Science Fiction Magazine
- L'Amour vrai ((en) True Love, 1977), publié en février 1977 dans The American Way Magazine

### Robots métalliques
- AL-76 perd la boussole ((en) Robot AL-76 Goes Astray, 1942), publié en février 1942 dans Amazing Stories
- Victoire par inadvertance ((en) Victory Unintentional, 1942), publié en août 1942 dans Super Science Stories
- Étranger au paradis ((en) Stranger In Paradise, 1974), publié en mai 1974 dans If
- Artiste de lumière ((en) Light Verse, 1973), publié en septembre 1973 dans The Saturday Evening Post
- Ségrégationniste ((en) Segregationist, 1967), publié en décembre 1967 dans Abbottempo
- Robbie ((en) Robbie, 1940), publié en septembre 1940 dans Super Science Stories
- Noël sans Rodney ((en) Christmas Without Rodney, 1988), publié en décembre 1988 dans Isaac Asimov's Science Fiction Magazine

### Robotshumanoïdes
- Assemblons-nous ((en) Let's Get Together, 1957), publié en février 1957 dans Infinity Science Fiction
- Effet miroir ((en) Mirror Image, 1972), publié en mai 1972 dans Analog Science Fiction and Fact
- L'Incident du tricentenaire ((en) The Tercentenary Incident, 1976), publiée en août 1976 dans Ellery Queen's Mystery Magazine

### Powell et Donovan
- Première Loi ((en) First Law, 1956), publié en octobre 1956 dans Fantastic Universe
- Cercle vicieux ((en) Runaround, 1942), publié en mars 1942 dans Astounding Science-Fiction
- Raison ((en) Reason, 1941) publié en avril 1941 dans Astounding Science-Fiction
- Attrapez-moi ce lapin ((en) Catch That Rabbit, 1944), publié en février 1944 dans Astounding Science-Fiction

### Susan Calvin
- Menteur ! ((en) Liar!, 1941), publié en mai 1941 dans Astounding Science-Fiction
- Satisfaction garantie ((en) Satisfaction Guaranteed, 1951), publié en avril 1951 dans Amazing Stories
- Lenny ((en) Lenny, 1958), publié en janvier 1958 dans Infinity Science Fiction
- Le Correcteur ((en) Galley Slave, 1957), publié en décembre 1957 dans Galaxy Science Fiction
- Le Petit Robot perdu ((en) Little Lost Robot, 1947), publié en mars 1947 dans Astounding Science-Fiction
- Risque ((en) Risk, 1955), publié en mai 1955 dans Astounding Science-Fiction
- Évasion ! ((en) Escape!, 1945), publié en août 1945 dans Astounding Science-Fiction
- La Preuve ((en) Evidence, 1946), publié en septembre 1946 dans Astounding Science-Fiction
- Conflit évitable ((en) The Evitable Conflict, 1950), publié en juin 1950 dans Astounding Science-Fiction
- Le Robot qui rêvait ((en) Robot Dreams, 1986), publié en novembre 1986 dans le recueil de nouvelles Le Robot qui rêvait
- Intuition féminine ((en) Feminine Intuition, 1969), publié en octobre 1969 dans The Magazine of Fantasy & Science Fiction

### L'après-Susan
- Pour que tu t'y intéresses ((en) -That Thou Art Mindful of Him!, 1974), publié en mai 1974 dans The Magazine of Fantasy & Science Fiction
- L'Homme bicentenaire ((en) The Bicentenial Man, 1976), publié en février 1976 dans l'anthologie Stellar

## Analyse

### Contexte d'écriture des nouvelles
Lorsque Isaac Asimov écrit ses premières nouvelles sur les robots, ceux-ci sont déjà présents dans la littérature de science-fiction (dans les pulps), sous deux formes :
- les « robots menaçants », en guerre contre les humains, aux dialogues limités et onomatopées abondantes. Ils représentent alors (vers 1930-40) la majeure partie des écrits sur les robots.
- Les « robots émouvants », très minoritaires, racontent l'histoire de robots attachants, qui sont menacés dans leur intégrité par une fraction hostile de la population.

Ses premières œuvres se portèrent sur la seconde catégorie, ce fut Robbie. Mais à la suite de sa publication, Asimov se demanda s'il n'était pas possible de créer un nouveau genre de robots, qui ne soit ni menaçant, ni émouvant. Il imagine l'histoire de robots fonctionnels, uniquement soumis aux humains sous le contrôle de Lois inviolables : les trois lois de la robotique. Il révolutionna complètement la définition du robot, et ces lois sont encore aujourd'hui admises par la communauté scientifique comme une base de la robotique.
Ce terme est d'ailleurs l'invention d'Asimov dans sa nouvelle Menteur !.

### L'histoire du futur selon Asimov
Isaac Asimov a publié de nombreuses nouvelles (33) sur les robots, et toutes ne sont pas forcément cohérentes au niveau d'une possible histoire du futur. On peut considérer que seules les catégories "Powell et Donovan", "Susan Calvin", et "l'après-Calvin" suivent une histoire logique, les autres nouvelles traitant de robots sans lien entre elles.
Tout commence donc par la création de l'US Robots en 1982 par Lawrence Robertson. Il existe alors quelques robots, mais ils ne parlent pas et sont le fruit de recherches solitaires de la part des scientifiques. En 20 ans, les résultats accomplis par la firme sont encourageants, et Alfred Lanning donne alors quelques conférences, qui révèlent que tout le travail réalisé sur les ordinateurs au XXe siècle a été balayé par cette nouvelle science qu'est la robotique. Susan Calvin, née en 1982 également, assiste à l'une de ces conférences. Elle ne parle pas, écoute et enregistre seulement. Elle obtient son diplôme de mathématiques à Columbia en 2003, et sa maîtrise de philosophie en 2008. Elle est engagée par l'US Robots comme robopsychologue. Peter Bogert, mathématicien, se joint à eux.
À partir de ce moment-là, les progrès sont exponentiels. Les robots n'étant pas encore très bien acceptés sur Terre, c'est dans l'espace qu'ils vont se révéler utiles. L'entreprise conçoit des robots sur ses différents sites (le principal est à New York), et envoie ses techniciens spécialisés les tester. Grégory Powell et Michael Donovan sera le plus fameux duo de testeurs. Les robots font également de timides entrées dans la vie des humains.
Leur concrétisation aurait pu être la découverte des champs hyperspatiaux et le voyage hyperspatial. Ce moyen d'explorer l'espace (couvrir d'énormes distances en un laps de temps théoriquement nul) fut découvert par les robots. On leur doit également l'identification des planètes habitables proches de la Terre. Mais ils ne retrouvèrent pas la reconnaissance des Terriens. Le mouvement anti-robot prit de l'ampleur.
L'histoire à partir des nouvelles s'arrête là. Elle se poursuit avec le cycle d'Elijah Baley. Les 50 planètes les plus proches ont été colonisées, ce sont les mondes « spaciens ». La Terre s'est repliée sur elle-même, et s'est abritée dans les cavernes d'acier, des cités où vivent plusieurs millions de personnes. Incapables de s'aventurer à l'extérieur, les terriens ont laissé l'espace aux spaciens, qui vivent sur leurs planètes sans micro-organismes nocifs, jusqu'à 400 ans. C'est dans ce contexte funeste qu'apparait Elijah Baley vers 5000 apr. J.-C.